# Placebo (альбом)
Placebo — дебютний альбом британської рок-групи Placebo, випущений Hut Records у 1996 році. Це єдиний альбом за участю барабанщика Роберта Шульцберга, який покинув групу. Його замінив Стів Х'юїт.
Альбом мав комерційний успіх на батьківщині групи та зайняв 5 місце у офіційному чарті альбомів Великої Британії UK Albums Chart. У 1998 році за результатом голосування читачів журналу Q цей альбом зайняв 87 номер у рейтингу найкращих альбомів усіх часів та 154 номер у переліку "1000 найкращіх альбомів усіх часів" британського лейблу звукозапису Virgin Records.  Альбом був перевиданий в 2006 році на честь десятиліття — Placebo. 10th Anniversary Edition.

## Список композицій
Всі пісні написанні Брайаном Молко, Стефаном Олсдалом та Робертом Шульцбергом.
1. "Come Home" – 5:09
2. "Teenage Angst" – 2:42
3. "Bionic" – 5:00
4. ″36 Degrees" – 3:05
5. "Hang On to Your IQ" – 5:13
6. "Nancy Boy" – 3:48
7. "I Know" – 4:44
8. "Bruise Pristine" – 3:35
9. "Lady of the Flowers" – 4:47
10. "Swallow" – 4:49 / 22:24 (включає прихований трек H K Farewell)

У пісні «I Know» використовувався музичний інструмент діджеріду.
Певні версії альбому замінюють версію пісні "Nancy Boy" (3:48) редагованою версією, відомою як "Nancy Boy (Sex Mix)".

### Placebo. 10th Anniversary Edition
Перевидання альбому у 2006 році на честь десятиліття. У перевиданні чотири додаткові треки, трек «H K Farewell», а також бонусний DVD диск.
1. "Paycheck" (demo) – 2:59
2. "Flesh Mechanic" (demo) – 4:28
3. "Drowning by Numbers" – 2:57
4. "Slackerbitch" – 3:23
5. "H K Farewell" – 7:30

### Бонусний DVD
1. "Come Home" – Live in Alexandra Palace (11.04.2006) (2006)
2. "Teenage Angst" – The Big Breakfast (29.08.1996)
3. "Nancy Boy" – Top of the Pops (31.01.1997)
4. "Lady Of The Flowers" – Live in Glastonbury Festival (27.06.1998)
5. "Teenage Angst" – Live in the White Room (23.08.1996)
6. "Bruise Pristine" – Top of the Pops (23.05.1997)
7. "36 Degrees" – Live in Wembley Arena (05.11.2004)
8. "36 Degrees" (video)
9. "Teenage Angst" (video)
10. "Teenage Angst" (video)
11. "Bruise Pristine" (video)

## Сингли
- 36 Degrees (03.01.1996)
- Come Home (05.02.1996)
- Teenage Angst (16.09.1996)
- Nancy Boy (на 2-х дисках) (20.01.1997)
- Bruise Pristine (на 2-х дисках) (12.05.1997)

## Рецензії
All Music у своїй рецензії зазначив, що "музика цієї трійці склалася під впливом прогресивного року кінця 70х та коледж року кінця 80х. Альбом може звучати як 
поєднання американського альтернативного рок-гурту The Smashing Pumpkins та канадського прогресив-рок-гурту Rush, а рівень
мелодрами може розтягнутися далеко за межі людського сприйняття, толерантності, проте він добре написаний та містить у собі різноманітні варіації цих жанрів."

Music Folio більш високо оцінив дебютний альбом групи: "Однойменний альбом Placebo має всі ознаки, призначені для зіркової групи - стиль, в якому успішно поєднується пост-панк, інді та грандж, неоднозначні тексти пісень та один з найбільш загадкових співаків свого покоління." "Музика групи схожа на першу хвилю пост-панк року, особливо New Order, The Cure,Siouxsie and the Banshees, ранні U2 та Talking Heads. Пісні гострі, але боязкі, невпевнені у собі."

"Мені подобається грати з розумом людей", визнав Брайан Молко в інтерв'ю пізніше.

## Учасники
- Молко, Брайан — вокал, гітара, бас-гітара
- Олсдал, Стефан — бас-гітара, гітара, клавішні, бек-вокал
- Шульцберг, Роберт — ударні, перкусія, діджеріду

## Виноски
1. ↑  Q Magazine Lists. rocklist.co.uk. Архів оригіналу за 19 жовтня 2018. Процитовано 4 березня 2012.
2. ↑  The Virgin All-time Album Top 1000 List. rocklist.co.uk. Архів оригіналу за 1 грудня 2017. Процитовано 4 березня 2012. [Архівовано 2017-12-01 у Wayback Machine.]
3. ↑  All Music Placebo Review. Архів оригіналу за 20 травня 2012. Процитовано 15 січня 2011.
4. ↑  Placebo Discography - Album / CD Reviews. Архів оригіналу за 7 липня 2011. Процитовано 15 січня 2011.
5. ↑  The New York Times, 30 Sept 1996. Архів оригіналу за 29 вересня 2006. Процитовано 29 вересня 2006. [Архівовано 2006-09-29 у Wayback Machine.]
6. ↑  Backstage at Bowie's 50th. Hangin' with PLACEBO's BRIAN MOLKO and FOO FIGHTERS' DAVE GROHL. Архів оригіналу за 10 червня 2011. Процитовано 15 січня 2011.